# Erik Cummins
Erik Cummins (Rotterdam, 10 agosto 1988) è un ex calciatore olandese, di ruolo portiere.